# Anton Poschacher (Industrieller, 1889)
Anton Poschacher (* 1889; † 1967) war ein österreichischer Industrieller. Er leitete die A. Poschacher Granitwerke in Mauthausen von 1913 bis 1954.

## Leben
Er war der einzige Sohn von Anton Poschacher (1841–1904) und Louise Poschacher (geb. Ried aus Wien), seine beiden Schwestern waren Marie Louise Poschacher und Monika Poschacher (verheiratet mit J.K. Ernst). Mit seiner Frau Ilse hatte er vier Töchter, unter anderem Wilburg.
Da er beim Tod seines Vaters 1904 noch nicht mündig war, leitete der Prokurist des Unternehmens, Franz Krammer, gemeinsam mit Poschachers Mutter, Louise Poschacher die Granitwerke und war auch der Vormund der drei minderjährigen Kinder.
Nach Abschluss seines Studiums konnte Poschacher 1913 selber die Unternehmensleitung übernehmen, allerdings wurde er 1914 als Leutnant einberufen und dem Infanterieregiment Nr. 84 zugeteilt, dem er während des gesamten Ersten Weltkrieges diente. Die Leitung des Unternehmens unterlag neuerlich Krammer. Kriegsbedingt sank der Mitarbeiterstand auf 290 Personen.
Unter seiner Leitung wurde das Unternehmen durch den Ersten und Zweiten Weltkrieg, Wirtschaftskrisen und russische Besatzung schwer in Mitleidenschaft gezogen. Zeitweise waren kriegsbedingt die Steinbrüche geschlossen. Der Aufschwung nach dem Zweiten Weltkrieg begann nur langsam. Zu Beginn der 1950er-Jahre erfolgte die Übergabe an seine Tochter Wilburg und deren Gatten Leopold Helbich.
Vom Konzentrationslager Mauthausen forderte Anton Poschacher eine Gruppe von spanischen Häftlingen zur Zwangsarbeit für seine verbliebenen Steinbrüche an, die noch nicht im Rahmen des Lagers durch die SS beschlagnahmt wurden. Der damalige Lagerkommandant Franz Ziereis hatte ihm diese Gruppe von 14–18-Jährigen zugewiesen, die die Natursteine abbauen sollten. Sie waren welche der wenigen Häftlinge, die das Lager verlassen durften. Gemeinsam mit dem katalanischen Widerstandskämpfer Francisco Boix und der widerständigen Mauthausnerin Anna Pointner gelang ihnen das Verstecken einer großen Anzahl an Fotos und Dokumentationen über die Folterungen, Ermordungen, Zustände und Menschenrechtsverbrechen im Konzentrationslager Mauthausen.